# My Voice
My Voice è il primo album in studio della cantante sudcoreana Kim Tae-yeon, pubblicato il 28 febbraio 2017 dalla SM Entertainment.
L'album è stato ripubblicato il 5 aprile 2017 con il titolo My Voice: Deluxe Edition.

## Descrizione
L'album è stato preceduto dalla pubblicazione di due singoli, 11:11, inizialmente pubblicato come singolo digitale nel 2016, e dal singolo promozionale I Got Love.
Dell'album sono state fatte due versioni fisiche, la versione A, con il photobook del lead single Fine e la versione B con il photobook del singolo I Got love.

## Tracce
1. Fine – 3:29
2. Cover Up – 3:26
3. Feel So Fine (날개 Wings) – 3:39
4. I Got Love – 3:10
5. I'm OK – 3:34
6. Time Lapse – 4:14
7. Sweet Love – 3:04
8. When I Was Young – 3:52
9. Lonely Night – 3:43
10. Love in Color (수채화 Watercolor) – 2:57
11. Fire – 3:07
12. Eraser – 2:54
13. Time Spent Walking through Memories (기억을 걷는 시간) – 3:53 – Bonus Track

### My Voice: Deluxe Edition
1. Make Me Love You – 3:33
2. Fine – 3:29
3. Cover Up – 3:26
4. Feel So Fine (날개 Wings) – 3:39
5. I Got Love – 3:10
6. I'm OK – 3:34
7. Time Lapse – 4:14
8. Sweet Love – 3:04
9. When I Was Young – 3:52
10. I Blame on You – 3:23
11. Lonely Night – 3:43
12. 11:11 – 3:43
13. Love in Color (수채화 Watercolor) – 2:57
14. Fire – 3:07
15. Eraser – 2:54
16. Curtain Call – 3:52
17. Time Spent Walking through Memories (기억을 걷는 시간) – 3:53

## Classifiche
| Classifica (2017) | Posizione massima |
| ----------------- | ----------------- |
| Corea del Sud     | 1                 |